# Kim ngân hoa to
Kim ngân hoa to (danh pháp khoa học: Lonicera macrantha) là một loài thực vật có hoa trong họ Kim ngân. Loài này được (D. Don) Spreng. mô tả khoa học đầu tiên năm 1827.